# Département de San Pedro (Paraguay)
Pour les articles homonymes, voir Département de San Pedro.
Le département de San Pedro (en espagnol : Departamento de San Pedro) est un des 17 départements du Paraguay. Son code ISO 3166-2 est PY-2.

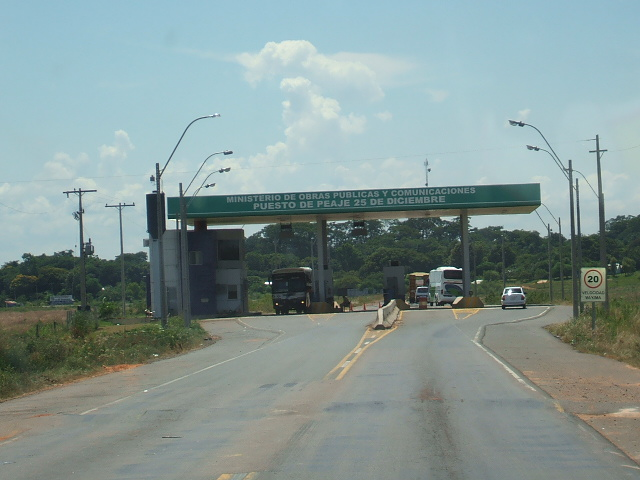
Un péage à Veinticinco de Diciembre, à l'entrée de San Pedro

## Géographie
Situé au centre du pays, le département est limitrophe :
- au nord, du département de Concepción ;
- au nord-est, du département d'Amambay ;
- à l'est, du département de Canindeyú ;
- au sud-est, du département de Caaguazú ;
- au sud-ouest, du département de la Cordillera ;
- à l'ouest, du département de Presidente Hayes.

## Districts
Le département est subdivisé en 17 districts :
1. Antequera
2. Capiibary
3. Choré
4. General Elizardo Aquino
5. General Isidoro Resquín
6. Guayaibí
7. Itacurubí del Rosario
8. Lima
9. Nueva Germania
10. San Estanislao
11. San Pablo
12. San Pedro de Ycuamandyyú, parfois « San Pedro del Ycuamandyyú », « San Pedro de Ycuamandyjú », ou simplement « San Pedro »
13. Tacuatí
14. Unión
15. Veinticinco de Diciembre
16. Villa del Rosario
17. Yataity del Norte